# Vittorio Cottafavi (politico)
Vittorio Cottafavi (Correggio, 28 maggio 1862 – Modena, 18 gennaio 1925) è stato un politico italiano.

## Biografia
Di professione avvocato, venne eletto alla Camera del Regno d'Italia per sei legislature tra il 1895 e il 1919. Dal 1906 al 1910 fu anche presidente del consiglio provinciale di Reggio Emilia.